# Менгал, Атауллах
Атауллах Менгал (англ. Ataullah Mengal; 24 марта 1930, Вад, Белуджистан — 2 сентября 2021, Карачи) — государственный и политический деятель Пакистана. Был главой (сардар) племени менгал, его преемником стал внук Сардар Асад Уллах Менгал. Стал первым главным министром Белуджистана во время правления премьер-министра Зульфикара Али Бхутто с 1 мая 1972 года по 13 февраля 1973 года. Скончался 2 сентября 2021 года в Карачи, Синд.

## Биография
Родился 24 марта 1929 года в Вадхе и провёл большую часть своего детства в округе Ласбеле, прежде чем переехать в Карачи, провинция Синд. В 1954 году объявлен вождем (сардаром) племени менгал.
В политику его привёл Гхаус Бакхш Бизенджо, которые руководил избирательной кампанией Атауллаха Менгала. В результате в 1962 году Атауллах Менгал был избран в Провинциальной собрание Западного Пакистана. Как член законодательного органа власти критиковал президента Пакистана Мухаммеда Айюба Хана, после одного из его выступлений был арест по обвинению в подстрекательстве к мятежу.
В мае 1972 года стал первым главным министром Белуджистана. Во время непродолжительного пребывания у власти проводил налоговые реформы и сформировал новую полицию в Белуджистане. Свобода слова и печати поощрялась, и, по словам губернатора Белуджистана Гхауса Бакхша Бизенджо, Белуджистан стал «островом свободы в море политического неравенства». Атауллах Менгал был уволен премьер-министром Зульфикаром Али Бхутто в феврале 1973 года, а ещё через день он, Гхаус Бакхш Бизенджо и другие местные лидеры Белуджистана были арестованы.
В 1977 году был освобожден из тюрьмы после военного переворота генерала Мухаммада Зия-уль-Хака. После освобождения уехал жить в Лондон. 31 марта 1985 года участвовал в создании там Синдхи-белуджского пуштунского фронта.
В конце 1990-х годов вернулся в Пакистан и сформировал Национальную партию Белуджистана, которая стала одной из крупнейших парламентских групп во время всеобщих выборов в Пакистане. Его сын Ахтар Менгал, затем стал главным министром Белуджистана в коалиционном правительстве при поддержке партии Джамхури Ваттан. Атауллах Менгал был избран в 1998 году главой партии Национальной партии Белуджистана, но спорные результаты вызвали уход нескольких ключевых членов партии.
В 1990-е годы возглавил Движение угнетённых наций Пакистана.
В 2009 году стал одним из многих кандидатов, рассматриваемых на пост президента Пакистана после отставки Первеза Мушаррафа. Его также рассматривали на пост временного премьер-министра в 2012 году и президента Пакистана в 2013 году, но он отклонил эти предложения. Затем, активное участие Атауллаха Менгала в политике Пакистана снизилось из-за преклонного возраста и проблем со здоровьем.

## Смерть и погребение
Умер в Карачи 2 сентября 2021 года из-за остановки сердца. Он страдал от сердечно-сосудистого заболевания. Представитель Национальной партии Белуджистана подтвердил его смерть и объявил, что Атауллах Менгал будет похоронен на кладбище его предков в Вадхе, округ Хуздар. Многие пакистанские политики, включая президента Пакистана Арифа Алви и главного министра Белуджистана Джама Камала Хана, выразили свои соболезнования в связи со смертью ветерана пакистанского политика. Главный министр Синда Саид Мурад Али Шах и спикер Провинциального собрания Белуджистана Мир Абдул Куддус Бизенджо также выразили соболезнования в связи со смертью Атауллаха Менгала.
Председатель Пакистанской народной партии Билавал Бхутто Зардари и глава Джамиат Улема-и-Ислам Фазлур Рехман также выразили глубокую скорбь в связи со смертью ветерана-политика. 3 сентября 2021 года его тело было похоронено в городе Вадх в округе Хуздар Белуджистана.

## Примечание
1. 1 2  https://www.geo.tv/latest/368433-sardar-attaullah-mengal-passes-away-at-93
2. 1 2  https://tribune.com.pk/story/2318276/veteran-baloch-leader-attaullah-mengal-passes-away
3. 1 2 3 4 5 6 7 8  Ghalib Nihad. BNP founder and first Balochistan CM Sardar Ataullah Mengal passes away in Karachi Архивная копия от 20 ноября 2021 на Wayback Machine. Dawn News. 2 September 2021.
4. 1 2 3 4 5  Bhutto, Ali (2 сентября 2021). Ataullah Mengal: a rare breed. The Express Tribune (англ.). Архивировано 20 ноября 2021. Дата обращения: 20 ноября 2021.
5. ↑  Alvi, Najib (June 2016). Rise And Fall Of First Political Government Of Balochistan (Sardar Attaullah Khan Mengal's Government) (PDF). Journal of the Punjab University Historical Society. 29 (1). Архивировано (PDF) 20 ноября 2021. Дата обращения: 5 сентября 2021.
6. ↑  Christophe Jaffrelot. The Pakistan Paradox: Instability and Resilience. — Oxford University Press, 15 July 2015. — P. 113–. — ISBN 978-0-19-061330-3. Архивная копия от 20 ноября 2021 на Wayback Machine
7. 1 2 3  Baloch Leader Sardar Attaullah Mengal Passes Away Архивная копия от 20 ноября 2021 на Wayback Machine. Quetta Voice. 2 September 2021.
8. ↑  Optimizer, Seo (8 июля 2018). Akhtar Mengal. ARY NEWS. Архивировано 20 ноября 2021. Дата обращения: 20 ноября 2021.
9. ↑  Shahid, Saleem (18 июля 1998). Split in BNP over Mengal's election. DAWN WIRE SERVICE. asianstudies.github.io. Архивировано 20 ноября 2021. Дата обращения: 20 ноября 2021.
10. ↑  Top contenders for office of president Архивировано 16 января 2009 года.
11. 1 2  Azeem Samar. Pakistan: First elected Chief Minister of Balochistan Attaullah Mengal dies in Karachi Архивная копия от 20 ноября 2021 на Wayback Machine. Gulf News. 2 September 2021.
12. 1 2  Former CM Balochistan Sardar Attaullah Mengal passes away in Karachi Архивная копия от 20 ноября 2021 на Wayback Machine. Business Recorder. 2 September 2021.
13. ↑  Balochistan's first Chief Minister, Sardar Ataullah Mengal, has passed away. Daily Pakistan (newspaper) (урду). 2 сентября 2021. Архивировано 20 ноября 2021. Дата обращения: 20 ноября 2021.
14. ↑  Senior Baloch leader Sardar Ataullah Mengal passes away Архивная копия от 20 ноября 2021 на Wayback Machine. Ary News. 2 September 2021.
15. ↑  Veteran Baloch leader Sardar Attaullah Mengal passes away Архивная копия от 20 ноября 2021 на Wayback Machine. The Correspondent Pakistan. 2 September 2021.
16. ↑  Speaker Balochsitan Quddus Expresses Grief On Demise Of Sardar Attaullah Mengal Архивная копия от 2 сентября 2021 на Wayback Machine. Urdu Point. 2 September 2021.
17. ↑  Veteran Baloch leader Attaullah Mengal is no more Архивная копия от 20 ноября 2021 на Wayback Machine. Daily Times. 2 September 2021.